# Popalzai
De Popalzai zijn een Pathaanse stam, deze stam is de machtigste stam in de Afghaanse provincies Kandahar, Uruzgan, Helmand en Ghor. Hun leider is de vorige Afghaanse president Hamid Karzai.